# (471325) 2011 KT19

2011 KT19 es un objeto transneptuniano ubicado en los límites del sistema solar. Descubierto por Mount Lemmon Survey. Ha sido apodado Niku por sus descubridores. Fue descubierto el 5 de agosto de 2016 e identificado con un objeto descubierto en 2011. Sin embargo, se saben algunos datos orbitales como que posee una órbita inusual inclinada de 110°, por lo que su órbita es retrograda respecto al Sol.
Para descubrir este objeto, un equipo de astrónomos utilizando el telescopio Pan-STARRS. al dirigir el telescopio a una zona de escombros espaciales con órbita muy obtusa descubrieron el objeto. 
Sus características orbitales se han comparado con las de 2008 KV42.